# Sân bay quốc tế mới Port Sudan
Sân bay quốc tế mới Port Sudan là một sân bay ở Port Sudan, Sudan (IATA: PZU, ICAO: HSPN). Sân bay này có một đường băng dài 2460 m rải bê tông nhựa.

## Các hãng hàng không và các tuyến điểm
Hiện có các hãng hàng không hoạt động tại sân bay này với các tuyến điểm sau:
- Sudan Airways (Cairo, Jeddah, Khartoum)